# M'Baye Niang
Pour les articles homonymes, voir Niang.
M'Baye Niang, né le 19 décembre 1994 à Meulan-en-Yvelines, est un footballeur international sénégalais. Il évolue au poste d'attaquant à l'UC Sampdoria.

## Biographie

### Carrière en club

#### Débuts et formation
Né de parents sénégalais, il grandit aux Mureaux, dans les Yvelines. Arrivé au SM Caen en 2007, à 13 ans, il gravit rapidement les échelons du club. Alors qu'il débute officiellement la saison 2010-2011 parmi les moins de 17 ans, il est surclassé en moins de 19 ans puis en équipe réserve, en CFA, où il fait ses débuts à quinze ans. Ses performances (il y inscrit cinq buts et délivre 11 passes décisives en seize matchs) lui valent de signer un contrat professionnel de trois ans en février 2011.

#### Stade Malherbe Caen (2011-2012)
Le 24 avril 2011, Niang fait ses débuts en équipe première en Ligue 1 contre le Toulouse FC (1-1) grâce à Franck Dumas à l'âge de seize ans et quatre mois. Titulaire dès la journée suivante, pour la victoire du club caennais sur le terrain de l'OGC Nice (0-4) (ce qui en fait le plus jeune titulaire de l'histoire professionnelle du club, il marque son premier but professionnel pour sa troisième apparition, face au RC Lens (1-1), le 7 mai . Il devient ainsi le deuxième plus jeune buteur de l'histoire du championnat de France, derrière Laurent Roussey en 1978 et le plus jeune buteur de l'histoire du club. Il marque son second but, le mercredi suivant à Rennes pour arracher le nul (1-1), puis un troisième but contre Marseille (2-2) le 29 mai, contribuant ainsi activement au maintien de son club dans l'élite.
Pendant la saison 2011-2012 durant laquelle il aura connu quelques blessures, il marque à deux reprises à Évian Thonon Gaillard, d'un tir tendu à 30 mètres, lors de la 8e journée (victoire 2-4), et face à l'AS Nancy (1-1) où il marque de la main en déviant dans le but le dégagement d'un défenseur lorrain, pour le compte de la 34e journée.

#### AC Milan (2012-2014)
En juillet 2012, son départ de Normandie est envisagé quand il est mis à l'essai par le club anglais d'Arsenal. Il signe au Milan AC le 28 août 2012.
Le 13 décembre 2012, M'Baye Niang inscrit son premier but sous les couleurs du Milan AC face à Reggina lors des huitièmes de finale de la Coupe d'Italie, contribuant à la victoire de son équipe (3-0).
Le 12 mars 2013, Niang se retrouve titulaire lors du match retour de Ligue des champions face au FC Barcelone. Il rate un face à face avec Víctor Valdés où le ballon finit sur le poteau alors qu'il aurait pu donner la qualification aux siens.

#### Prêt au Montpellier HSC (2014)
Lors du mercato hivernal, il est prêté pour six mois sans option d'achat à Montpellier. Pour son premier match sous ses nouvelles couleurs, en 32e de finale de Coupe de France contre Rodez, il est titulaire et marque son premier but (victoire 0-2) permettant à Montpellier d'atteindre les 16e de finale contre le Paris Saint-Germain. Il récidive six jours plus tard, marquant face à Monaco et permettant aux siens de faire match nul (20e journée, 1-1).
Pour la 22e journée de championnat contre Nice, il marque et Montpellier l'emporte par 3 à 1. Le club enchaîne une troisième victoire consécutive et un sixième match sans défaite.

#### Prêt au Genoa CFC (2015)
Le 23 janvier 2015, Milan le prête au Genoa CFC jusqu'à la fin de la saison avec une option d'achat. Il inscrit cinq buts et délivre trois passes décisives en quatorze rencontres mais l'attaquant retourne cependant dans son club d'origine.

#### Retour au Milan AC (2015-2017)

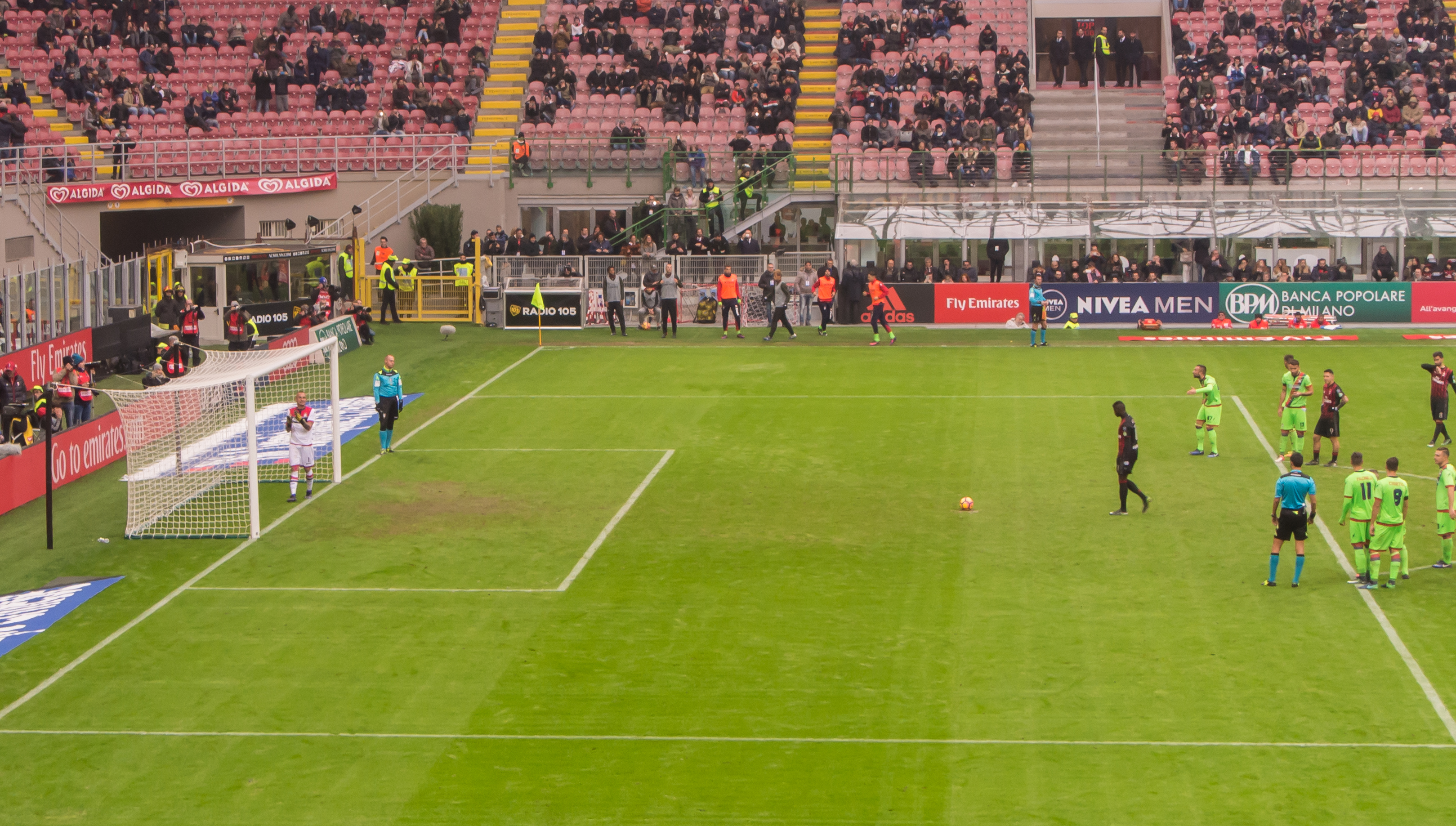
Niang se préparant à rater un pénalty lors du match AC Milan - Crotone en décembre 2016

Le 30 juin 2015, il signe une prolongation de contrat de deux ans avec Milan qui le lie au club lombard jusqu'en 2019.

#### Prêt à Watford (2017)
Le 26 janvier 2017, M'Baye Niang est prêté au Watford FC avec option d'achat. Il inscrit son premier but lors de son premier match face à Burnley. L'option d'achat n'est pas levée et Niang retourne au Milan à l'issue de la saison.

#### Prêt puis transfert au Torino (2017-2018)
Le 31 août 2017, Niang est de nouveau prêté pour une saison, cette fois au Torino FC. Ce prêt est assorti d'une option d'achat obligatoire. Il inscrit quatre buts en vingt-neuf matchs lors de cette saison 2017-2018.

#### Stade rennais FC (2018-2021)
Après s'être engagé définitivement avec le Torino FC en juillet 2018, Niang est prêté avec option d'achat pour une saison au Stade rennais FC le 31 août 2018. Le 30 septembre suivant, il inscrit son premier but sous le maillot rennais à l'occasion d'un match de Ligue 1 contre le Toulouse FC (1-1).
Niang inscrit un but en Ligue Europa au cours de cette saison 2018-2019, le Stade rennais FC étant éliminé au stade des huitièmes de finale face à Arsenal.
Meilleur buteur de sa formation avec quatorze buts inscrits en quarante-quatre matchs toutes compétitions confondues lors de saison en prêt, le Stade rennais FC annonce lever l'option d'achat (estimée à 15 millions d'euros) de l'attaquant sénégalais le 30 mai 2019. Niang s'engage alors pour quatre saisons avec le club breton,.
Prolifique sur l'année civile 2019, il connaît un rendement moindre en 2020, seulement buteur face au Nîmes Olympique (26e journée, victoire 2-1) lors de la deuxième partie de saison 2019-2020 avant qu'elle ne soit arrêtée à cause de la pandémie de Covid-19. Sa relation avec Julien Stephan et le club se dégrade alors, notamment lorsqu'il exprime publiquement son envie de départ et son intérêt pour l'Olympique de Marseille. Titularisé lors de la première journée de la saison 2020-2021, il n’apparaît pas dans le groupe entre la 3e et la 10e journée, son entraîneur comptant sur Serhou Guirassy. Lors des derniers jours du mercato estival, allongé exceptionnellement jusqu'en octobre, l'AS Saint-Étienne annonce renoncer à son recrutement, un accord ayant pourtant été trouvé mais l’intervention de plusieurs agents ayant rendu impossible la finalisation de l’opération.
Il est relancé en novembre à la suite de la blessure de Guirassy alors que l'équipe connaît une baisse de régime. Pour sa deuxième titularisation de la saison, il inscrit le but de la victoire face à l'OGC Nice (14e journée, victoire 0-1), son seul de la saison. Malgré les victoires lors des trois rencontres suivantes, il ne parvient pas à renverser la tendance et à s'imposer dans le onze breton, Adrien Hunou et Martin Terrier étant alignés à son poste. Lors du mercato hivernal, un intérêt prononcé du Genoa est évoqué.

#### Prêt en Arabie saoudite (2021)
Indésirable en Bretagne, il est prêté le 7 février 2021 jusqu'au terme de la saison à Al-Ahli SC, alors 3e du championnat. Il n'y dispute que cinq rencontres, pour une seule titularisation, sans trouver le chemin des filets. Son équipe réalise une piteuse fin de saison, ne remportant qu'une seule de ses treize dernières rencontres, concluant finalement le championnat à la 8e place.

#### Girondins de Bordeaux (2021-2022)
Toujours indésirable au sein du club breton, qui souhaite s'épargner son important salaire, à son retour de prêt, il s'engage auprès des Girondins de Bordeaux le 24 septembre en tant que joker pour 2 ans plus une année en option,. Il ne parvient pas à s'imposer sous les ordres de Vladimir Petković. Il n'est titularisé qu'à une seule reprise en Ligue 1, face au stade rennais (21e journée, défaite 6-0), ne cumulant que 232 minutes de jeu avant que l'entraîneur soit mis à pied, après 23 journées de championnat, en février 2022. Il se distingue en Coupe de France, inscrivant un quadruplé et délivrant deux passes décisives lors du troisième tour face aux Jumeaux de Mzouazia (victoire 10-0). En championnat, il n'a alors trouvé le chemin des filets qu'à une seule reprise. 
Il retrouve une place de titulaire sous les ordres de David Guion, débutant six rencontres consécutivement entre la 31e et la 36e journée. Il inscrit deux buts sur cette période, face au FC Metz (31e journée, victoire 3-1) et au FC Nantes (34e journée, défaite 5-3). Néanmoins, collectivement, les Girondins sont toujours en difficultés, 19e du classement, encaissant 19 buts sur ces six rencontres (1 victoire, 1 nul, 4 défaites). Ayant une altercation avec le directeur sportif Admar Lopes à la suite de la défaite face au SCO Angers (36e journée, défaite 4-1), il est écarté du groupe pour les deux dernières journées de Ligue 1.

#### AJ Auxerre (2022-2023)
Le 16 août 2022, il s'engage avec l'AJ Auxerre pour un an plus un autre en option. Lors d'un match amical face au FC Metz, le 8 décembre 2022, il inscrit un quadruplé en 9 minutes en première mi-temps. En championnat, il atteint ce total après 29 journées de championnat, trouvant pour la quatrième fois de la saison le chemin des filets le 1er avril 2023 face à l'ESTAC (victoire 1-0). En fin de saison, alors que l'AJA lutte pour son maintien en Ligue 1, il est écarté par son entraîneur, Christophe Pélissier, ce dernier estimant qu'il ne s'est pas investi à 100% lors de la semaine d'entraînement précédant le déplacement à Toulouse (37e journée, 1-1).

### Carrière internationale
En 2009 et 2010, M'Baye Niang est régulièrement sélectionné en équipe de France des moins de 16 ans puis des moins de 17 ans, mais une brouille avec le sélectionneur Patrick Gonfalone lui fait manquer la Coupe du monde des moins de 17 ans 2011.
En juin 2011, M'Baye Niang est convoqué pour la première fois par la sélection olympique sénégalaise (réunissant les joueurs de moins de 23 ans) dirigée par Abdoulaye Sarr, à l'occasion d'un match de qualification aux JO 2012. Il ne peut cependant pas y faire ses débuts pour des raisons administratives.
Erick Mombaerts, le sélectionneur français des espoirs, avoue avoir tenté de le sélectionner. Le 4 août 2011, appelé à la fois en équipe du Sénégal sénior et en équipe de France espoirs, le joueur décide d'opter pour la seconde. Le 18 octobre 2012, il est convoqué par la commission de discipline de la Fédération française de football en compagnie de Yann M'Vila, Antoine Griezmann, Wissam Ben Yedder et Chris Mavinga, après une virée nocturne trois jours avant un match décisif pour la qualification de l'équipe de France espoirs pour l'euro 2013. Le 8 novembre 2012, il est suspendu de toutes sélections en équipes nationales à compter du 12 novembre 2012 jusqu'au 31 décembre 2013.
Le 1er août 2013, il est convoqué en équipe du Sénégal par le nouveau sélectionneur, Alain Giresse, pour un match amical contre la Zambie. Mais le 6 août 2013, il décline la sélection.
Le 20 septembre 2017, il est à nouveau convoqué en équipe nationale du Sénégal par le sélectionneur Aliou Cissé pour un match contre le Cap-Vert à Praia, match comptant pour les éliminatoires de la Coupe du monde 2018. Le 7 octobre suivant, il prend part à sa première sélection avec les Lions de la Téranga en entrant à l'heure de jeu lors de ce match face au Cap-Vert.
En mai 2018, Niang est sélectionné parmi les vingt-trois joueurs qui participent à la Coupe du monde 2018.
Le 19 juin 2018, il inscrit son premier but avec les Lions de la Téranga lors du premier match des Sénégalais lors de ce Mondial contre la Pologne (victoire 1-2). Il est d'ailleurs élu homme du match. Il écope d'un carton jaune lors du match suivant face au Japon, puis d'un autre face à la Colombie. Ces cartons contribuent à l'élimination du Sénégal, puisque l'équipe, à égalité au classement avec le Japon, est éliminée sur le critère du fair-play.
En juin 2019, il fait partie des joueurs sélectionnés par Aliou Cissé pour participer à la CAN 2019. Le Sénégal échoue en finale de la compétition contre l'Algérie (0-1).

## Statistiques
| Saison                | Club                    | Championnat           | Championnat | Championnat | Championnat | Coupe(s) nationale(s) | Coupe(s) nationale(s) | Coupe(s) nationale(s) | Compétition(s) continentale(s) | Compétition(s) continentale(s) | Compétition(s) continentale(s) | Compétition(s) continentale(s) | Sénégal | Sénégal | Sénégal | Total | Total | Total |
| Saison                | Club                    | Division              | M.          | B.          | P.d.        | M.                    | B.                    | P.d.                  | Comp.                          | M.                             | B.                             | P.d.                           | M.      | B.      | P.d.    | M.    | B.    | P.d.  |
| 2010-2011             | SM Caen                 | Ligue 1               | 7           | 3           | 0           | 0                     | 0                     | 0                     | -                              | -                              | -                              | -                              | -       | -       | -       | 7     | 3     | 0     |
| 2011-2012             | SM Caen                 | Ligue 1               | 23          | 2           | 3           | 0                     | 0                     | 0                     | -                              | -                              | -                              | -                              | -       | -       | -       | 23    | 2     | 3     |
| Sous-total            | Sous-total              | Sous-total            | 30          | 5           | 3           | 0                     | 0                     | 0                     | -                              | -                              | -                              | -                              | -       | -       | -       | 30    | 5     | 3     |
| 2012-2013             | AC Milan                | Serie A               | 20          | 0           | 1           | 2                     | 1                     | 0                     | C1                             | 2                              | 0                              | 0                              | -       | -       | -       | 24    | 1     | 1     |
| 2013-2014             | AC Milan                | Serie A               | 8           | 0           | 1           | 0                     | 0                     | 0                     | C1                             | 1                              | 0                              | 0                              | -       | -       | -       | 9     | 0     | 1     |
| 2014-2015             | AC Milan                | Serie A               | 5           | 0           | 0           | 0                     | 0                     | 0                     | -                              | -                              | -                              | -                              | -       | -       | -       | 5     | 0     | 0     |
| 2015-2016             | AC Milan                | Serie A               | 16          | 5           | 5           | 5                     | 3                     | 0                     | -                              | -                              | -                              | -                              | -       | -       | -       | 21    | 8     | 5     |
| 2016-2017             | AC Milan                | Serie A               | 18          | 3           | 2           | 0                     | 0                     | 0                     | -                              | -                              | -                              | -                              | -       | -       | -       | 18    | 3     | 2     |
| 2017-2018             | AC Milan                | Serie A               | 0           | 0           | 0           | 0                     | 0                     | 0                     | C3                             | 2                              | 0                              | 0                              | -       | -       | -       | 2     | 0     | 0     |
| Sous-total            | Sous-total              | Sous-total            | 67          | 8           | 9           | 7                     | 4                     | 0                     | -                              | 5                              | 0                              | 0                              | -       | -       | -       | 79    | 12    | 9     |
| 2013-2014             | Montpellier HSC (prêt)  | Ligue 1               | 19          | 4           | 2           | 3                     | 1                     | 0                     | -                              | -                              | -                              | -                              | -       | -       | -       | 22    | 5     | 2     |
| 2014-2015             | Genoa CFC (prêt)        | Serie A               | 14          | 5           | 3           | 0                     | 0                     | 0                     | -                              | -                              | -                              | -                              | -       | -       | -       | 14    | 5     | 3     |
| 2016-2017             | Watford FC (prêt)       | Premier League        | 16          | 2           | 2           | 0                     | 0                     | 0                     | -                              | -                              | -                              | -                              | -       | -       | -       | 16    | 2     | 2     |
| 2017-2018             | Torino FC               | Serie A               | 26          | 4           | 1           | 3                     | 0                     | 0                     | -                              | -                              | -                              | -                              | 10      | 1       | 1       | 39    | 5     | 2     |
| 2018-2019             | Stade rennais FC (prêt) | Ligue 1               | 29          | 11          | 2           | 6                     | 2                     | 0                     | C3                             | 9                              | 1                              | 0                              | 7       | 3       | 0       | 51    | 17    | 2     |
| 2019-2020             | Stade rennais FC        | Ligue 1               | 26          | 10          | 0           | 5                     | 4                     | 1                     | C3                             | 5                              | 1                              | 0                              | 6       | 0       | 0       | 42    | 15    | 1     |
| 2020-2021             | Stade rennais FC        | Ligue 1               | 9           | 1           | 0           | 0                     | 0                     | 0                     | C1                             | 3                              | 0                              | 0                              | 0       | 0       | 0       | 12    | 1     | 0     |
| Sous-total            | Sous-total              | Sous-total            | 64          | 22          | 2           | 11                    | 6                     | 1                     | -                              | 16                             | 2                              | 0                              | 14      | 3       | 0       | 105   | 33    | 3     |
| 2020-2021             | Al Ahli SC (prêt)       | Saudi Premier League  | 5           | 0           | 0           | 0                     | 0                     | 0                     | ACL                            | 0                              | 0                              | 0                              | 0       | 0       | 0       | 5     | 0     | 0     |
| 2021-2022             | Girondins de Bordeaux   | Ligue 1               | 22          | 3           | 0           | 1                     | 4                     | 2                     | -                              | -                              | -                              | -                              | 0       | 0       | 0       | 23    | 7     | 2     |
| 2022-2023             | AJ Auxerre              | Ligue 1               | 30          | 6           | 0           | 2                     | 1                     | 0                     | -                              | -                              | -                              | -                              | 0       | 0       | 0       | 32    | 7     | 0     |
| 2023-2024             | Adana Demirspor         | Süper Lig             | 16          | 8           | 1           | 4                     | 0                     | 1                     | -                              | -                              | -                              | -                              | 0       | 0       | 0       | 20    | 8     | 2     |
| Total sur la carrière | Total sur la carrière   | Total sur la carrière | 309         | 67          | 23          | 31                    | 16                    | 4                     | -                              | 21                             | 2                              | 0                              | 23      | 4       | 1       | 384   | 89    | 28    |

## Palmarès

### En club
- AC Milan
  - Vainqueur de la Supercoupe d'Italie en 2016.

- Stade rennais FC
  - Vainqueur de la Coupe de France en 2019.

### En sélection
- Sénégal
  - Finaliste de la Coupe d'Afrique des nations en 2019.